# Aretas I.
Aretas I. (Arabisch: حارثة, Harthah oder Harithath) ist die erste namentlich überlieferte Herrschergestalt aus der Frühzeit der nabatäischen Reichsbildung.

## Leben
Außer seinem Namen, der in der Bibel und in Inschriften auftaucht, ist wenig über Aretas bekannt, weder über seine Person noch über seine genaue Regierungszeit. Unklar ist insbesondere, ob er als Gründer des nabatäischen Reiches zu gelten hat, wie lange Zeit angenommen wurde. Auch wer sein Nachfolger war, ist nicht sicher. Möglicherweise handelte es sich um Rabbel I.
Aretas regierte wahrscheinlich in der 1. Hälfte des 2. Jahrhunderts v. Chr. Den Nabatäern gelang es in dieser Zeit, sich sowohl gegen das ptolemäische Ägypten im Westen als auch gegen die Seleukiden im Osten zu behaupten. Zugleich zeigten sie sich offen für die kulturellen Einflüsse aus beiden hellenistischen Reichen, wie die Bauten in der nabatäischen Hauptstadt Petra belegen.

## Biblische Überlieferung
In einer deuterokanonischen Quelle der Bibel wird ein nabatäischer König Aretas erwähnt: Nach dem 2. Buch der Makkabäer, das ihn „Fürst der Araber“ nennt, soll er den ehemaligen, hellenistisch gesinnten jüdischen Hohepriester Jason nach dessen gescheitertem Staatsstreich und seiner Flucht aus Jerusalem kurzzeitig gefangen gehalten haben. Dies passt zu Angaben aus dem 1. Buch der Makkabäer und den Antiquitates des Flavius Josephus: Danach unterhielten die Nabatäer zu Aretas’ Regierungszeit freundschaftliche Beziehungen zu Jasons Gegnern Judas Makkabäus und dessen Bruder Jonatan aus dem Priester- und Herrschergeschlecht der Hasmonäer.

## Überlieferung des Namens in Inschriften
Außer in der Bibel tauchte der Name Aretas auf einer Inschrift auf, die in der antiken nabatäischen Stadt Elusa im Negev gefunden wurde. Da diese Inschrift aber seit langem verschollen ist, kann man sie nicht mehr zur genaueren Untersuchung heranziehen. Die Inschrift aus Elusa wurde lange Zeit bedenkenlos mit dem Bibeltext in Verbindung gebracht und daher auf das Jahr 168 v. Chr. datiert. Den vorhandenen historischen Zeugnissen zufolge galt dieser König Aretas als erster König der Nabatäer und wurde mit der Ordnungszahl I versehen. Frank M. Cross, der die zugrundeliegende paläographische Beurteilung der Inschrift vornahm, hatte in seiner Publikation eine so genaue Feststellung allerdings gar nicht getroffen, sondern nur festgestellt, dass die Schrift den Kursiven des 3. Jahrhunderts v. Chr. mehr ähnele als den Inschriften des letzten vorchristlichen Jahrhunderts.
Robert Wenning bringt diese Nennung eines Königs Aretas daher statt mit dem Bibeltext mit einer unpublizierten Inschrift aus dem Museum von Damaskus in Verbindung, auf der bereits von einem namentlich nicht genannten nabatäischen König die Rede ist und die wohl aus dem 3. Jahrhundert v. Chr. stammt. Sollte der auf der Inschrift von Elusa erwähnte Aretas mit diesem unbekannten König identisch sein, würde dies bedeuten, dass die Anfänge nabatäischer Königsherrschaft bedeutend früher anzusetzen wären und dass der in der Bibel erwähnte Aretas weder der erste seines Namens war noch als Reichsgründer infrage kommt.